# 卡罗林

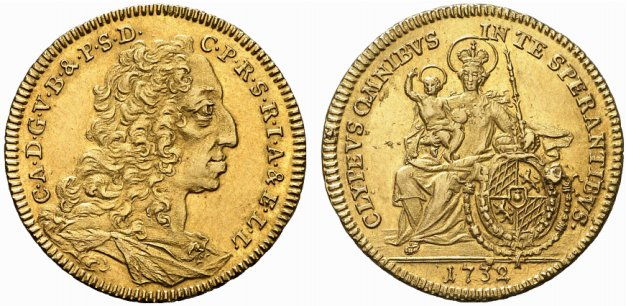
1卡罗林金幣，含金9.7克

卡罗林（Karolin）是巴伐利亚选侯国地区的金币，由卡尔·阿尔布雷希特（1726年至1745年任巴伐利亚公爵）于1726年模仿法国的金路易发行的金币。当时规定1卡罗林等于10古尔登，1763年七年战争后贬值，约为11古尔登。